# Iran i olympiska sommarspelen 1952
Iran deltog i de olympiska sommarspelen 1952 i Helsingfors. Landet ställde upp med en trupp bestående av 22 deltagare, samtliga män, vilka deltog i 22 tävlingar i fyra sporter. Iran slutade på 30:e plats i medaljligan, med tre silvermedaljer och sju medaljer totalt.

## Medaljer
Silver
- Nasser Givehchi - Brottning, Fjädervikt, fristil
- Gholamreza Takhti - Brottning, Mellanvikt, fristil
- Mahmoud Namdjou - Tyngdlyftning, 56 kg

 Brons
- Mahmoud Mollaghasemi - Brottning, Flugvikt, fristil
- Jahanbakht Towfigh - Brottning, Lättvikt, fristil
- Abdollah Mojtabavi - Brottning, Weltervikt, fristil
- Ali Mirzai - Tyngdlyftning, 56 kg

## Boxning
Herrar
Bantamvikt
- Fazlollah Nikkhah
  - Första omgången — bye
  - Andra omgången — Förlorade med 0-3 mot  Kang Joon-ho (KOR)

Fjädervikt
- Emanoul Aghasi
  - Första omgången — Förlorade med 0-3 mot  Leonard Leisching (RSA)

Lättvikt
- Petros Nazarbegian
  - Första omgången — bye
  - Andra omgången — Förlorade med 0-3 mot  Erkki Pakkanen (FIN)

Lätt weltervikt
- Ibrahim Afsharpour
  - Första omgången — Förlorade med 0-3 mot  Terence Milligan (IRL)

Weltervikt
- George Issabeg
  - Första omgången — Vann mot  Fathi Abdelrahman (EGY)
  - Andra omgången — Förlorade med 1-2 mot  Moos Linneman (NED)

Lätt mellanvikt
- Ardashes Saginian
  - Första omgången — Förlorade med 0-3 mot  Eladio Herrera (ARG)

## Brottning
Fristil
| Idrottare            | Gren   | Omgång 1                             | Omgång 2                      | Omgång 3                      | Omgång 4                   | Omgång 5                  | Sista omgången                                                | Sista omgången |
| Idrottare            | Gren   | Motståndare Resultat                 | Motståndare Resultat          | Motståndare Resultat          | Motståndare Resultat       | Motståndare Resultat      | Motståndare Resultat                                          | Plats          |
| -------------------- | ------ | ------------------------------------ | ----------------------------- | ----------------------------- | -------------------------- | ------------------------- | ------------------------------------------------------------- | -------------- |
| Mahmoud Mollaghasemi | 52 kg  | Das (IND) Vinst genom fall           | Baise (RSA) Vinst genom fall  | Weber (GER) Vinst 3-0         | Gemici (TUR) Vinst 2-1     | Sajadov (URS) Vinst 2-1   | Kitano (JPN) Förlust 0-3                                      | 3              |
| Mehdi Yaghoubi       | 57 kg  | Mamedbekov (URS) Förlust genom fall  | Borders (USA) Vinst 3-0       | Shehata (EGY) 3-0             | Gick inte vidare           | Gick inte vidare          | Gick inte vidare                                              | 8              |
| Nasser Givehchi      | 62 kg  | Hall (GBR) Vinst 3-0                 | bye                           | Mangave (IND) Vinst 3-0       | Essawi (EGY) Vinst 2-1     | Tominaga (JPN) Vinst 2-1  | Şit (TUR) Förlust 0-3 Henson (USA) Vinst 2-1                  | 2              |
| Jahanbakht Towfigh   | 67 kg  | Gál (HUN) Vinst 3-0                  | Myland (GBR) Vinst genom fall | Yüce (TUR) Vinst 2-1          | Nettesheim (GER) Vinst 2-1 | Yaltyryan (URS) Vinst 3-0 | Anderberg (SWE) Förlust 0-3 Evans (USA) Förlust 0-3           | 3              |
| Abdollah Mojtabavi   | 73 kg  | Keisala (FIN) Vinst 2-1              | Rybalko (URS) Vinst 2-1       | Scott (AUS) Vinst 3-0         | Yamazaki (JPN) Vinst 3-0   | i.u.                      | Berlin (SWE) Vinst 3-0 Smith (USA) Förlust 0-3                | 3              |
| Gholamreza Takhti    | 79 kg  | Brunaud (FRA) Vinst genom fall       | Lahti (FIN) Vinst genom fall  | Genuth (ARG) Vinst genom fall | Zafer (TUR) Vinst 3-0      | Gocke (GER) Vinst 3-0     | Tsimakuridze (URS) Förlust 1-2 Gurics (HUN) Vinst på walkover | 2              |
| Abbas Zandi          | 87 kg  | bye                                  | Coote (AUS) Vinst 3-0         | Sepponen (FIN) Vinst 3-0      | Palm (SWE) Förlust 1-2     | Gick inte vidare          | Gick inte vidare                                              | 5              |
| Ahad Vafadar         | +87 kg | Kangasniemi (FIN) Förlust genom fall | Atan (TUR) Förlust 1-2        | Gick inte vidare              | Gick inte vidare           | i.u.                      | Gick inte vidare                                              | 9              |

## Friidrott
5 000 meter
- Ali Baghbanbashi - 11:e plats
  - Heat — 15:03,0 (→ gick inte vidare)

3 000 meter hinder
- Ali Baghbanbashi - 6:e plats
  - Heat — 9:13,2 (→ gick inte vidare)

## Tyngdlyftning
Sju deltagare representerade Iran i tyngdlyftningen.
| Idrottare                  | Gren    | Press | Ryck  | Stöt  | Total | Placering |
| -------------------------- | ------- | ----- | ----- | ----- | ----- | --------- |
| Mahmoud Namdjou            | 56 kg   | 90,0  | 95,0  | 122,5 | 307,5 | 2         |
| Ali Mirzai                 | 56 kg   | 95,0  | 92,5  | 112,5 | 300,0 | 3         |
| Mohssain Tabatabai         | 60 kg   | 90,0  | 97,5  | 120,0 | 307,5 | 8         |
| Hassan Ferdous             | 67,5 kg | 102,5 | 107,5 | 135,0 | 345,0 | 5         |
| Jalal Mansouri             | 75 kg   | 110,0 | 107,5 | 140,0 | 357,5 | 8         |
| Mohammad Hassan Rahnavardi | 82,5 kg | 120,0 | 122,5 | 160,0 | 402,5 | 4         |
| Firouz Pojhan              | 90 kg   | 112,5 | 120,0 | 155,0 | 387,5 | 5         |